# Cosme Cosserat
Pour les articles homonymes, voir Cosserat (homonymie).
Cosme Cosserat est un homme politique français né le 25 octobre 1800 à Amiens (Somme) et décédé le 31 mai 1887 à Amiens.

## Biographie
Manufacturier à Amiens, il est président du tribunal de commerce. Conseiller général, il est député de la Somme de 1861 à 1870, siégeant dans la majorité soutenant le Second Empire.

## Sources
- « Cosme Cosserat », dans Adolphe Robert et Gaston Cougny, Dictionnaire des parlementaires français, Edgar Bourloton, 1889-1891 [détail de l’édition]